# Lacerta
|  | Per a altres significats, vegeu «Constel·lació del Llangardaix». |

Lacerta és un  gènere de sauròpsids (rèptils) escatosos de la  família Lacertidae, que conté diverses espècies de llangardaixos distribuïdes por la regió paleàrtica, dues de les quals viuen a Catalunya.

## Taxonomia
Lacerta era un gènere molt divers amb unes 40 espècies, però el 2007 va ser fragmentat en nou gèneres per Arnold, Arribas & Carranza. Segons la nova concepció del gènere, el nombre d'espècies que inclou s'ha vist reduït a viut:
- Lacerta agilis Linnaeus, 1758 - Paleàrtic (a Catalunya, només al Pirineu)
- Lacerta bilineata Daudin, 1802 - Europa occidental, incloent-hi Catalunya.
- Lacerta media Lantz i Cyrén, 1920 - Caucas i Orient Mitjà.
- Lacerta pamphylica Schmidtler, 1975
- Lacerta schreiberi Bedriaga, 1878 – Oest de la península Ibèrica
- Lacerta strigata Eichwald, 1831 – Caucas
- Lacerta trilineata Bedriaga, 1886 - Balcans
- Lacerta viridis (Laurenti, 1768) – Europa oriental

## Algunes espècies incloses abans en el gènereLacerta
- Anatololacerta anatolica
- Atlantolacerta andreanskyi
- Iberolacerta aranica
- Iberolacerta aurelioi
- Archaeolacerta bedriagae
- Iberolacerta bonnali
- Apathya cappadocica
- Darevskia chlorogaster[3]
- Phoenicolacerta cyanisparsa
- Omanosaura cyanura
- Anatololacerta danfordi
- Darevskia defilippii
- Darevskia dryada
- Teira dugesii
- Hellenolacerta graeca
- Iberolacerta horvathi
- Omanosaura jayakari
- Phoenicolacerta kulzeri
- Phoenicolacerta laevis
- Timon lepidus
- Iberolacerta monticola
- Dinarolacerta mosorensis
- Podarcis muralis
- Anatololacerta oertzeni[4]
- Dalmatolacerta oxycephala
- Parvilacerta parva[5]
- Darevskia steineri
- Zootoca vivipara
- Iranolacerta zagrosica